# 庫靈蓋議會
顾林凯议会（又译古莹盖议会）是澳大利亚的一個地方政府，位於新南威尔士州悉尼北岸地區。命名源自曾於此生活的澳大利亞原住民顾林凯族。早期此地原為大片森林所覆蓋著，爾後即於此成立顾林凯蔡斯国家公园，部份則闢為住宅區內的公園。
顾林凯於2008年公布的《BankWest生活品質指數》中，名列第一。

## 议会
顾林凯议会有议席10個，全市分5個選區，各區選出議員2名代表市民和納稅人問政；市長非直選。

## 外部連結
- 2001年人口調查 （页面存档备份，存于）
- 顾林凯议会 （页面存档备份，存于）
- 顾林凯议会美术中心与画廊网页 （页面存档备份，存于）

33°45′S 151°09′E / 33.750°S 151.150°E